# Amarwara
Amarwara là một thị xã và là một nagar panchayat của quận Chhindwara thuộc bang Madhya Pradesh, Ấn Độ.

## Địa lý
Amarwara có vị trí 22°18′B 79°10′Đ / 22,3°B 79,17°Đ Nó có độ cao trung bình là 796 mét (2611 feet).

## Nhân khẩu
Theo điều tra dân số năm 2001 của Ấn Độ, Amarwara có dân số 12.025 người. Phái nam chiếm 52% tổng số dân và phái nữ chiếm 48%. Amarwara có tỷ lệ 70% biết đọc biết viết, cao hơn tỷ lệ trung bình toàn quốc là 59,5%: tỷ lệ cho phái nam là 77%, và tỷ lệ cho phái nữ là 63%. Tại Amarwara, 15% dân số nhỏ hơn 6 tuổi.